# Mainxe-Gondeville
Mainxe-Gondeville est une commune française, située dans le département de la Charente en région Nouvelle-Aquitaine.
Elle est créée le 1er janvier 2019, par arrêté préfectoral en date du 28 septembre 2018. Cette commune nouvelle résulte de la fusion des communes de Mainxe et de Gondeville.

## Géographie

### Communes limitrophes
|                | Jarnac            | Triac-Lautrait           |
| Bourg-Charente | Mainxe-Gondeville | Saint-Même-les-Carrières |
|                | Segonzac          |                          |

## Urbanisme

### Typologie
Au 1er janvier 2024, Mainxe-Gondeville est catégorisée commune rurale à habitat dispersé, selon la nouvelle grille communale de densité à 7 niveaux définie par l'Insee en 2022.
Elle est située hors unité urbaine. Par ailleurs la commune fait partie de l'aire d'attraction de Cognac, dont elle est une commune de la couronne,. Cette aire, qui regroupe 44 communes, est catégorisée dans les aires de 50 000 à moins de 200 000 habitants,.

### Risques majeurs
Le territoire de la commune de Mainxe-Gondeville est vulnérable à différents aléas naturels : météorologiques (tempête, orage, neige, grand froid, canicule ou sécheresse), inondations et séisme (sismicité modérée). Il est également exposé à un risque technologique,  le transport de matières dangereuses. Un site publié par le BRGM permet d'évaluer simplement et rapidement les risques d'un bien localisé soit par son adresse soit par le numéro de sa parcelle.

#### Risques naturels
La commune fait partie du territoire à risques importants d'inondation (TRI) Saintes-Cognac-Angoulême, regroupant 46 communes concernées par un risque de débordement du fleuve Charente (34 en Charente et 12 en Charente-Maritime), un des 18 TRI qui ont été arrêtés fin 2012 sur le bassin Adour-Garonne. Les événements antérieurs à 2014 les plus significatifs sont les crues de l'hiver 1779, de 1842, de 1859, du 9 décembre 1882 du 19 février 1904, du 10 janvier 1961, de mars-avril 1962, du 24 décembre 1982 et du 8 janvier 1994. Des cartes des surfaces inondables ont été établies pour trois scénarios : fréquent (crue de temps de retour de 10 ans à 30 ans), moyen (temps de retour de 100 ans à 300 ans) et extrême (temps de retour de l'ordre de 1 000 ans, qui met en défaut tout système de protection). La commune a été reconnue en état de catastrophe naturelle au titre des dommages causés par les inondations et coulées de boue survenues en 1982, 1993, 1999, 2012 et 2021,.

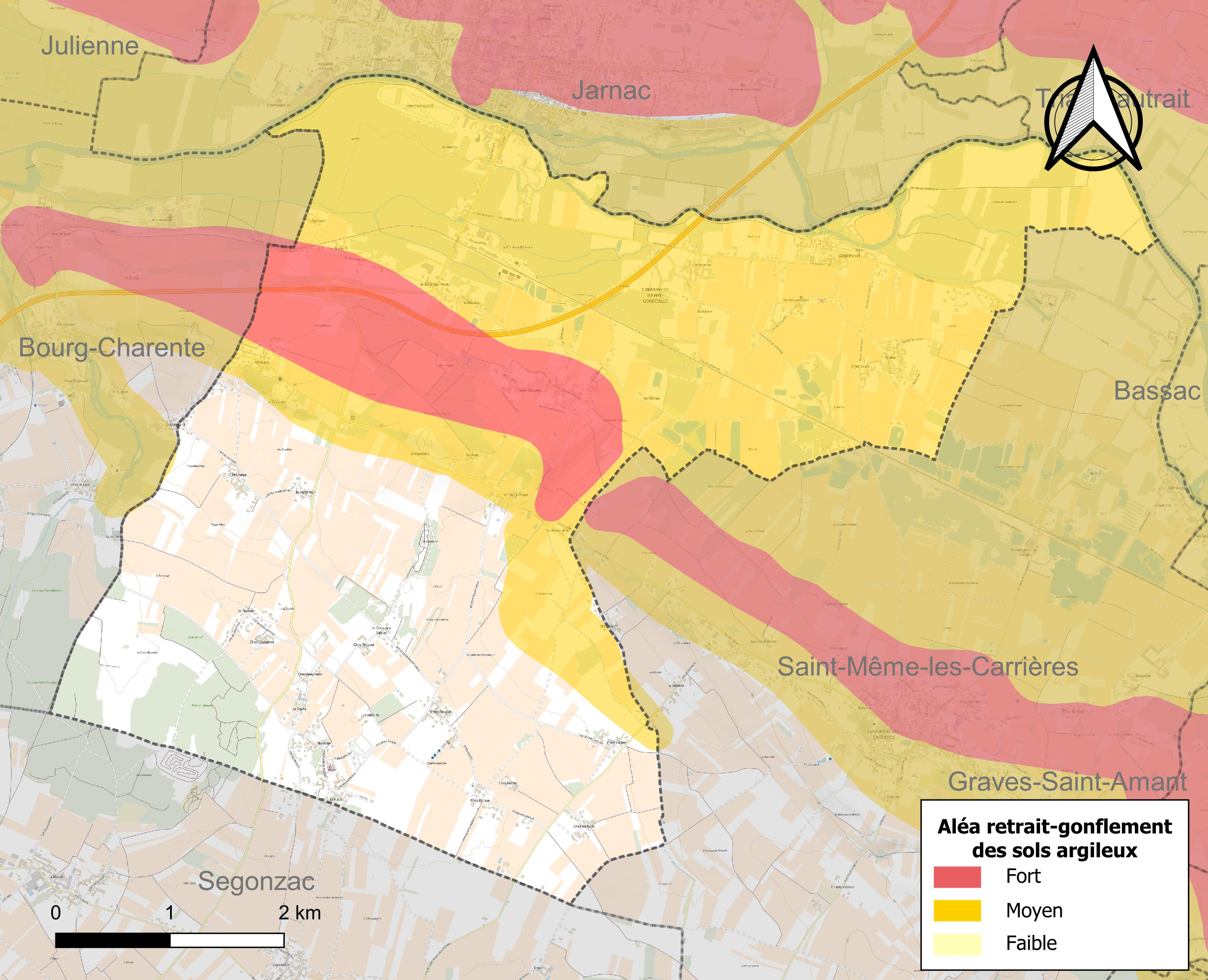
Carte des zones d'aléa retrait-gonflement des sols argileux de Mainxe-Gondeville.

Le retrait-gonflement des sols argileux est susceptible d'engendrer des dommages importants aux bâtiments en cas d’alternance de périodes de sécheresse et de pluie. 59,1 % de la superficie communale est en aléa moyen ou fort (67,4 % au niveau départemental et 48,5 % au niveau national). Sur les 590 bâtiments dénombrés sur la commune en 2019,  378 sont en aléa moyen ou fort, soit 64 %, à comparer aux 81 % au niveau départemental et 54 % au niveau national. Une cartographie de l'exposition du territoire national au retrait gonflement des sols argileux est disponible sur le site du BRGM,.
Par ailleurs, afin de mieux appréhender le risque d’affaissement de terrain, l'inventaire national des cavités souterraines permet de localiser celles situées sur la commune.
Concernant les mouvements de terrains, la commune a été reconnue en état de catastrophe naturelle au titre des dommages causés par des mouvements de terrain en 1999.

#### Risques technologiques
Le risque de transport de matières dangereuses sur la commune est lié à sa traversée par une ou des infrastructures routières ou ferroviaires importantes ou la présence d'une canalisation de transport d'hydrocarbures. Un accident se produisant sur de telles infrastructures est susceptible d’avoir des effets graves sur les biens, les personnes ou l'environnement, selon la nature du matériau transporté. Des dispositions d’urbanisme peuvent être préconisées en conséquence.

## Histoire
La commune nouvelle du Mainxe-Gondeville est formée de la réunion des communes de Mainxe et de Gondeville. La création de cette commune a été actée pour le 1er janvier 2019 par un arrêté préfectoral du 28 septembre 2018.

## Politique et administration

### Liste des maires
| Période        | Période                       | Identité         | Étiquette | Qualité                        |
| -------------- | ----------------------------- | ---------------- | --------- | ------------------------------ |
| 8 janvier 2019 | En cours (au 15 juillet 2020) | Elisabeth Dumont | SE        | Cadre de la fonction publique. |

### Communes délégéues
| Nom                | Code Insee | Intercommunalité   | Superficie (km2) | Population (dernière pop. légale) | Densité (hab./km2) |
| ------------------ | ---------- | ------------------ | ---------------- | --------------------------------- | ------------------ |
| Gondeville (siège) | 16153      | CA du Grand Cognac | 5,46             | 516 (2016)                        | 95                 |
| Mainxe             | 16202      | CA du Grand Cognac | 10,1             | 662 (2016)                        | 66                 |

## Population et société

### Démographie
L'évolution du nombre d'habitants est connue à travers les recensements de la population effectués dans la commune depuis sa création.

En 2022, la commune comptait 1 184 habitants, en évolution de +0,51 % par rapport à 2016 (Charente : −0,48 %, France hors Mayotte : +2,11 %).
| 2015  | 2020  | 2022  |
| ----- | ----- | ----- |
| 1 200 | 1 171 | 1 184 |